# Disuguaglianza di Ono
In matematica, la disuguaglianza di Ono è un teorema sui triangoli. Esso afferma che per ogni triangolo acutangolo di lati a, b e c e superficie A vale la seguente disuguaglianza:
{\displaystyle 27\left({a^{2}+b^{2}-c^{2}}\right)^{2}\left({a^{2}+c^{2}-b^{2}}\right)^{2}\left({b^{2}+c^{2}-a^{2}}\right)^{2}\leq \left({4A}\right)^{6}}
L'uguaglianza vale se il triangolo è equilatero.
T. Ono propose questa disuguaglianza nel 1914, chiedendo se fosse vera per qualunque triangolo. Questa congettura fu smentita da G. Quijano nel 1915, ma fu dimostrata per i triangoli acuti (incluso quello rettangolo) da F. Balitrand nel 1916. 
Un semplice controesempio alla congettura di Ono è a = 3/4, b = 1/2, c = 1.

## Dimostrazione
Supponiamo che il triangolo non sia ottusangolo, quindi abbia tutti gli angoli minori o uguali all'angolo retto. Sia γ l'angolo opposto al lato {\displaystyle c}. Per il teorema del coseno a² +b² − c² = 2ab cosγ. Per l'ipotesi, il coseno di γ è positivo (o al più nullo), e quindi a² +b² − c² ≥ 0. Analogamente si dimostra che b² +c² − a² ≥ 0 e c² +a² − b² ≥ 0.
Sia {\displaystyle f(x,y,z)} la funzione
{\displaystyle f(x,y,z)=\left({\left({x^{2}-z^{2}}\right)^{2}+y^{2}\left({x^{2}-2y^{2}+z^{2}}\right)}\right)^{2}+15\left({x-z}\right)^{2}\left({x+z}\right)^{2}\left({z^{2}+x^{2}-y^{2}}\right)^{2}}
Essa è sempre non-negativa ed è uguale a 0 solo per {\displaystyle x=y=z}.
Applicando la formula di Erone e svolgendo i calcoli si verifica che:
{\displaystyle \left({4A}\right)^{6}-27\left({a^{2}+b^{2}-c^{2}}\right)^{2}\left({b^{2}+c^{2}-a^{2}}\right)^{2}\left({c^{2}+a^{2}-b^{2}}\right)^{2}=}
{\displaystyle =f(a,b,c)\left({a^{2}+b^{2}-c^{2}}\right)\left({b^{2}+c^{2}-a^{2}}\right)+f(c,a,b)\left({c^{2}+a^{2}-b^{2}}\right)\left({a^{2}+b^{2}-c^{2}}\right)+}
{\displaystyle +f(b,c,a)\left({b^{2}+c^{2}-a^{2}}\right)\left({c^{2}+a^{2}-b^{2}}\right)\geq 0}
con l'uguaglianza se e solo se {\displaystyle a=b=c}. Ciò conclude la dimostrazione.